# Hurley (Wisconsin)
Pour les articles homonymes, voir Hurley.
Hurley est le siège du comté d'Iron, dans le Wisconsin, aux États-Unis d'Amérique. Il comptait 1818 habitants au recensement de 2000.